# Nils-Åke Runeson
Nils-Åke Runeson, född 7 juni 1952 i Jönköping, under 70-talet med artistnamnet Runeson, är en svensk sångare. Han började sin karriär på 1960-talet, bland annat med att spela i bandet Deecoys, ett lokalt band i Falkenberg.
Han fick kontrakt med en skiva på Polar av Stikkan Anderson och gav ut albumet Runeson, som producerades av Clabbe af Geijerstam, 1974. Därefter deltog han i den svenska Melodifestivalen 1975 med melodin Oh, Juicy, som slutade på 10:e plats. Han deltog också i den svenska Melodifestivalen 1983, då med melodin Värmen som du gav, vilken missade slutomröstningen.
Det andra deltagandet i Melodifestivalen ledde till att han erbjöds att göra en barnmusiksaga för Sveriges Television, och det resulterade i Hjalmar Jamas Äventyr.
Han började sedan arbeta med reklam och på 1980-talet grundade han 60-talsbandet The Hittills. I slutet av 2010-talet återknöts kontakterna med bandet Deecoys, och de gjorde flera konserter med nusik från 1960-talet i Falkenberg mellan 2018 och 2021.
Runeson blev Svensk Juniormästare i bowling 1972.

## Album och singlar
- 1974 – Runeson, Polar (album, producerat av Claes af Geijerstam).
- 1975 – Oh Juicy/Kom, kom ihåg, Polar (singel).
- 1978 – Sherlock Holmes/Jenny Child, Frituna (singel).
- 1980 – Ditt Alcatraz/Nya satser, nya vinster, CBS, (singel, med gruppen Atlanta Band).
- 1983 – Värmen som du gav/Precis som förr, SOS Recordings (singel).
- 1986 – Låt vår värld få va' i fred/Hjalmar Jamas, SVT Tevegram (singel, från barnmusiksagan Hjalmar Jamas Äventyr med Nisse & Bussiga Bandet).
- 1989 – Thank you for being a friend/Nya vingar, Marketing Service, (singel, med gruppen The Promotions).